# Aiton
Aiton és un municipi francès situat al departament de la Savoia i a la regió d'Alvèrnia-Roine-Alps. L'any 2007 tenia 1.704 habitants.

## Demografia

### Població
El 2007 la població de fet d'Aiton era de 1.704 persones. Hi havia 428 famílies de les quals 120 eren unipersonals (64 homes vivint sols i 56 dones vivint soles), 92 parelles sense fills, 180 parelles amb fills i 36 famílies monoparentals amb fills.
La població ha evolucionat segons el següent gràfic:
Habitants censats

### Habitatges
El 2007 hi havia 526 habitatges, 446 eren l'habitatge principal de la família, 37 eren segones residències i 43 estaven desocupats. 385 eren cases i 141 eren apartaments. Dels 446 habitatges principals, 264 estaven ocupats pels seus propietaris, 151 estaven llogats i ocupats pels llogaters i 31 estaven cedits a títol gratuït; 3 tenien una cambra, 54 en tenien dues, 76 en tenien tres, 114 en tenien quatre i 199 en tenien cinc o més. 380 habitatges disposaven pel capbaix d'una plaça de pàrquing. A 179 habitatges hi havia un automòbil i a 237 n'hi havia dos o més.

### Piràmide de població
La piràmide de població per edats i sexe el 2009 era:
| Homes | Edats   | Dones |
| ----- | ------- | ----- |
| 0     | 95 o +  | 4     |
| 0     | 90 a 94 | 8     |
| 8     | 85 a 89 | 4     |
| 4     | 80 a 84 | 0     |
| 8     | 75 a 79 | 8     |
| 28    | 70 a 74 | 20    |
| 12    | 65 a 69 | 12    |
| 24    | 60 a 64 | 20    |
| 32    | 55 a 59 | 16    |
| 48    | 50 a 54 | 20    |
| 60    | 45 a 49 | 20    |
| 68    | 40 a 44 | 40    |
| 60    | 35 a 39 | 32    |
| 84    | 30 a 34 | 32    |
| 92    | 25 a 29 | 44    |
| 116   | 20 a 24 | 20    |
| 8     | 15 a 19 | 20    |
| 44    | 10 a 14 | 8     |
| 28    | 5 a 9   | 36    |
| 44    | 0 a 4   | 28    |

## Economia
El 2007 la població en edat de treballar era de 1.254 persones, 593 eren actives i 661 eren inactives. De les 593 persones actives 554 estaven ocupades (328 homes i 226 dones) i 39 estaven aturades (11 homes i 28 dones). De les 661 persones inactives 55 estaven jubilades, 41 estaven estudiant i 565 estaven classificades com a «altres inactius».

### Ingressos
El 2009 a Aiton hi havia 447 unitats fiscals que integraven 1.171,5 persones, la mediana anual d'ingressos fiscals per persona era de 17.178 €.

### Activitats econòmiques
Dels 52 establiments que hi havia el 2007, 1 era d'una empresa extractiva, 1 d'una empresa alimentària, 1 d'una empresa de fabricació de material elèctric, 3 d'empreses de fabricació d'altres productes industrials, 11 d'empreses de construcció, 11 d'empreses de comerç i reparació d'automòbils, 5 d'empreses de transport, 4 d'empreses d'hostatgeria i restauració, 2 d'empreses immobiliàries, 3 d'empreses de serveis, 4 d'entitats de l'administració pública i 6 d'empreses classificades com a «altres activitats de serveis».
Dels 13 establiments de servei als particulars que hi havia el 2009, 2 eren tallers de reparació d'automòbils i de material agrícola, 1 paleta, 3 guixaires pintors, 3 fusteries, 2 perruqueries, 1 restaurant i 1 saló de bellesa.
Dels 2 establiments comercials que hi havia el 2009, 1 era una fleca i 1 una floristeria.
L'any 2000 a Aiton hi havia 18 explotacions agrícoles que ocupaven un total de 441 hectàrees.

## Equipaments sanitaris i escolars
El 2009 hi havia una escola elemental.

## Poblacions més properes
El següent diagrama mostra les poblacions més properes.